# Einheit (Partei)
Einheit (ossetisch Иудзинад; russisch Единство) ist eine politische Partei in der international nur von wenigen Staaten anerkannten Republik Südossetien. Sie war in den 2000er Jahren die stärkste politische Kraft im südossetischen Parlament. Politisch orientiert sich die Partei eng an der russischen Regierungspartei Einiges Russland, mit der sie auch einen Kooperationsvertrag abgeschlossen hat.

## Geschichte
Einheit wurde im Jahr 2003 gegründet und unterstützte den damaligen Präsidenten des Landes, Eduard Kokoity, und ging seitdem bei der Parlamentswahl in Südossetien 2004 und ebenso bei der Parlamentswahl 2009 als Sieger hervor. Bei der Präsidentschaftswahl in Südossetien 2011 musste die Partei jedoch eine Niederlage einstecken, als sich die unabhängige Kandidatin Alla Dschiojewa deutlich gegen den von Einheit unterstützten Anatoli Bibilow durchsetzte. Nach Unruhen wurden jedoch weder Dschiojewa noch Bibilow Präsident, sondern es gab Neuwahlen. Diese Wahlen 2012 gewann dann Leonid Tibilow. Die Präsidentschaftswahl 2017 gewann dann Bibilow, der bei der Wahl 2022 Alan Gaglojew von der Partei Nichas abgelöst wurde.